# Ricerca sul Sistema Energetico
Ricerca sul Sistema Energetico - RSE S.p.A. è una società per azioni italiana, controllata dal Gestore dei Servizi Energetici, per lo sviluppo di attività di ricerca nel settore elettro-energetico, con particolare riferimento ai progetti strategici nazionali.

## Storia
La società venne costituita nel 2005 a seguito della cessione del ramo d'azienda da parte della società CESI S.p.A..
Nel 2000 la riforma del sistema elettrico italiano porta all'incorporazione, da parte di CESI di Enel Ricerca - che a sua volta nel 1998 aveva incorporato il centro di ricerca CISE - allo scopo di raggruppare in un'unica società le competenze di ricerca del Gruppo nello sviluppo dei sistemi elettroenergetici e di allargare lo spettro dei servizi, offerti al settore elettro-energetico ed ambientale nazionale ed internazionale. Due anni dopo entrano nel Gruppo anche il laboratorio di Piacenza, che integra e potenzia l'offerta di servizi di O&M per le centrali termoelettriche e il Polo Idraulico e Strutturale, che offre servizi specialistici per le centrali idrauliche e le relative infrastrutture. Nel 2004 una nuova acquisizione - da ENEL. NewHYDRO - della Business Unit ISMES conferisce competenze specialistiche nei settori della salvaguardia del territorio e delle strutture dai rischi naturali, della diagnostica degli impianti e della qualifica strutturale del prodotto industriale, della tutela del patrimonio monumentale e dei servizi di monitoraggio. L'anno successivo è costituita CESI RICERCA S.p.A. concentrando tutte le risorse che raggruppano 400 ricercatori e tecnici e le attrezzature per lo sviluppo di attività di ricerca finanziata per l'Italia e l'estero. Nel 2006 la società è acquisita per il 51% da ENEA.
Il 29 aprile 2009 CESI RICERCA cambia nome e assume la nuova denominazione di ENEA - Ricerca sul Sistema Elettrico (più sinteticamente ERSE S.p.A). Il 15 luglio GSE (Gestore Servizi Elettrici) acquisisce da CESI S.p.A. il restante 49% del capitale sociale. La missione dell'azienda rimane la stessa: sviluppare programmi di ricerca nel settore elettroenergetico, rivolte all'intero sistema elettrico nazionale.
Il 21 luglio 2010 la società passa sotto il pieno controllo del Socio unico GSE, assumendo al denominazione attuale di RSE S.p.A. - Ricerca sul Sistema Energetico.

## Attività
L'attività è finalizzata all'innovazione ed al miglioramento delle prestazioni del sistema elettrico dal punto di vista dell'economicità, della sicurezza e della compatibilità ambientale, con un'ampia diffusione dei risultati e delle problematiche elettro-energetiche ed ambientali.